# Perfect Replacement
«Perfect Replacement» es una canción del cantante británico Example. Fue lanzado como el tercer sencillo de su cuarto álbum de estudio, The Evolution of Man. La canción fue escrita por Elliot Gleave y Feed Me.

## Formatos y remezclas
| Descarga digital |                                                                   |          |  |
| N.º              | Título                                                            | Duración |  |
| 1.               | «Perfect Replacement» (Radio Edit)                                | 3:27     |  |
| 2.               | «Perfect Replacement» (Extended Mix)                              | 5:18     |  |
| 3.               | «Perfect Replacement» (Danny Howard Remix)                        | 5:57     |  |
| 4.               | «Perfect Replacement» (R3hab & Hard Rock Sofa Extended Vocal Mix) | 6:29     |  |
| 5.               | «Perfect Replacement» (Datsik Remix)                              | 4:05     |  |
| 6.               | «Perfect Replacement» (Toyboy & Robin's 1999 Remix)               | 3:57     |  |

## Posición en listas
| País (2013)                            | Mejor posición |
| -------------------------------------- | -------------- |
| Irlanda (IRMA)                         | 56             |
| Escocia (Scottish Singles Sales Chart) | 38             |
| Reino Unido (UK Dance Chart)           | 9              |
| Reino Unido (UK Indie Chart)           | 7              |
| Reino Unido (UK Singles Chart)         | 46             |

## Historial de lanzamientos
| País        | Fecha                 | Formato          | Discográfica      | Ref. |
| ----------- | --------------------- | ---------------- | ----------------- | ---- |
| Reino Unido | 24 de febrero de 2013 | Descarga digital | Ministry of Sound |      |